# Censura en España

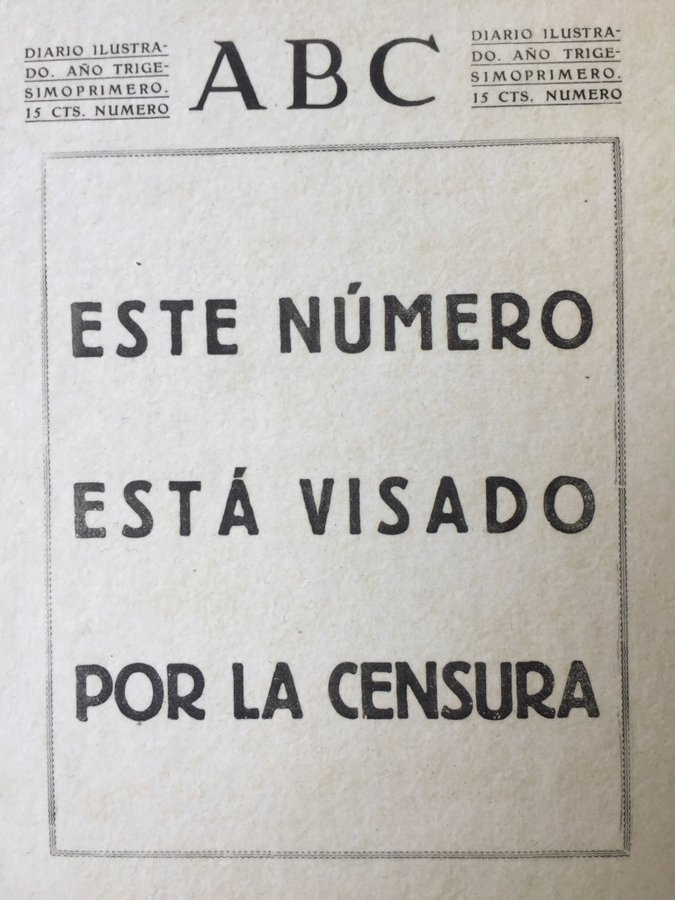
«Este número está visado por la censura». Portada del diario ABC, 16 de octubre de 1935.

La censura en España se refiere a todas las acciones que se pueden considerar como la supresión de la libertad de expresión en el país. La ONG de origen francés Reporteros Sin Fronteras, en su informe anual de 2019, ubica al país en el puesto 29 de 180 países evaluados respecto al grado de libertad de prensa existente, señalando la Ley de Seguridad Ciudadana como la principal amenaza a la libertad de expresión en la actualidad.

## Historia de la censura en España

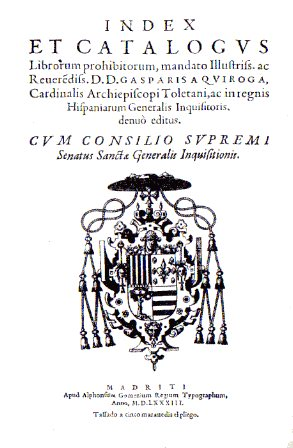
Index et catalogus, normas de la censura en España

### Segunda República
El Estatuto jurídico del Gobierno Provisional, la Ley de Defensa de la República y la Ley de Orden Público de 1933 permitieron al gobierno imponer sanciones y limitar la libertad de prensa. Aunque el artículo 34 de la Constitución Española de 1931 eliminaba la censura previa, ésta fue restituida bajo la Ley de Orden Público de 1933 y la reiterada aplicación de los estados de excepción contemplados en la misma.

### Franquismo
Tres textos legislativos determinan el lugar que ocupa la censura en el régimen franquista: durante la Guerra Civil, la Ley de Prensa de 1938, que suprime la prensa republicana y hace de los medios de comunicación un instrumento de propaganda franquista, la Ley de Prensa de 1966, que suaviza la anterior anulando la censura previa y, ya durante la Transición democrática y tras haberse promulgado la Ley para la Reforma Política (1976), el Real Decreto del 1 de abril de 1977, que abre el camino a la desaparición de la censura.
También es digna de mención la actividad de censura en las artes y la comunicación, especialmente en aquellas con acceso a las masas: cine, radio, literatura y teatro.

## España actual

### Nacionalismo vasco
Algunos medios de comunicación vinculados al nacionalismo vasco y, en especial, a la izquierda abertzale han sido objeto de la censura. Durante la década de 1990, la policía española investigó la supuesta relación entre el diario vasco Egin y ETA. El diario Egin y su emisora de radio, Egin Irratia, fueron clausurados en 1998 por orden del juez Baltasar Garzón. Sin embargo, en 2009 los tribunales resolvieron que su actividad era lícita, contrariamente a la anterior resolución; pero, debido al tiempo transcurrido, no fue posible reabrir ni el periódico ni la radio. Tras el cierre de Egin, uno de sus periodistas, Pepe Rei, continuó su trabajo en la revista Ardi Beltza, que en 2001 fue clausurada por Baltasar Garzón, decisión que fue posteriormente revocada.
El diario Euskaldunon Egunkaria siguió un camino similar. En 2003, el juez instructor de la Audiencia Nacional, Juan del Olmo, ordenó su clausura temporal durante seis meses y el embargo preventivo de todos los bienes de Egunkaria, por formar presuntamente parte del conglomerado empresarial controlado por ETA. Tanto la clausura como el embargo se fueron prorrogando sucesivamente durante siete años hasta que, en 2010 todos los acusados fueron absueltos.
En enero de 2011 la Audiencia Nacional ordenó el cierre de la página web Apurtu.org. En diciembre de 2013 se archivó el caso pero la página ya no volvió a abrir. Uno de los detenidos, Miguel Ángel Llamas, pasó 18 meses en prisión sin juicio. Un mes antes del archivo del sumario, la Audiencia Nacional ordenó el cierre de la página web Ateak Ireki por considerarla sucesora de Apurtu.org. Tras al archivo del sumario de Apurtu.org, no se levantaron las restricciones contra Ateak Ireki. Para evitar otro largo proceso para conseguir abrir Ateak Ireki, se inició un proyecto de micromecenazgo para abrir un nuevo medio. El resultado fue el portal Ahotsa.info.
En 2013, la Audiencia Nacional cerró un medio en línea local de Burlada, BurlataHerria, acusando a su administrador de enaltecimiento del terrorismo. Un año después fue absuelto y se levantó el cierre, aunque la página no volvió a abrir.
El juez Eloy Velasco de la Audiencia Nacional imputó por enaltecimiento del terrorismo a siete miembros de la organización juvenil Ernai en 2013 y ordenó el cierre de su web. El juez ordenó al medio de comunicación Topatu retirar vídeos de su cobertura informativa de una festival organizado por Ernai al considerarlo también como enaltecimiento. Topatu retiró los vídeos y tres de sus periodistas fueron llamados a declarar a juicio.

### Injurias a la Corona
Las injurias a la Corona (utilizar la imagen de la Familia Real con fines perjudiciales) y las calumnias a la corona constituyen un delito tipificado en los artículos 490.3 y 491 del Código penal español, que prevé penas de multa de cuatro a veinticuatro meses, según el artículo 491, mientras que se prevé penas de prisión por calumnia según el artículo 490.3. Esto es, atribuir falsamente a un miembro de la Familia Real la atribución de palabras, actos o intenciones con el fin de perjudicarle Este delito es causa de controversia entre las fuerzas políticas. Entre los procesados por este delito se encuentran la revista satírica El Jueves, los diarios Deia y Gara, la revista Punto y Hora de Euskal Herria, políticos de Izquierda Unida, la izquierda abertzale y la izquierda independentista catalana y diversos grupos de música.

### Ley de Seguridad Ciudadana de 2015
La Ley Orgánica 4/2015, de 30 de marzo, de protección de la seguridad ciudadana, conocida con el nombre coloquial de «ley mordaza», es una ley orgánica española que entró en vigor el 1 de julio de 2015, sustituyendo a la anterior Ley Orgánica sobre protección de la seguridad ciudadana (1992), conocido como la ley Corcuera.

### Referéndum de independencia de Cataluña de 2017
Durante los días previos al referéndum de independencia de Cataluña de 2017 la Guardia Civil cerró la web oficial del referéndum por orden del Tribunal Superior de Justicia de Cataluña, y cerró o bloqueó multitud de dominios alternativos oficiales y no oficiales. También se bloqueó el acceso la puerta de entrada principal del InterPlanetary File System (IPFS), «gateway.ipfs.io», que estaba siendo utilizada para acceder a la página del referéndum desde España saltándose el bloqueo.
El 20 de septiembre la Guardia Civil entró en la sede de la Fundación puntCAT, que administra el dominio de nivel superior .cat, y detuvo al director del área de información, Pep Masoliver. La Internet Society y la Electronic Frontier Foundation denunciaron que se exija a un registro de dominios ejercer funciones de censura.
Hasta el 27 de septiembre, más de 140 sitios web relacionados con el referéndum fueron bloqueados. Tras el referéndum continuó el bloqueo de sitios web. El 11 de octubre fue bloqueada la web oficial de la Asamblea Nacional Catalana, «assemblea.cat».

### Otros casos
En el año 2000, la Agencia Española de Protección de Datos inició un procedimiento contra la Asociación Contra la Tortura. Esta asociación recopilaba denuncias de torturas en España recopiladas por informes anuales que publicaba en su web alojada por Nodo50. La página se vio obligada a cerrar ante la resolución que proponía una multa de hasta 100 millones de pesetas por publicar nombres de policías y funcionarios de prisiones denunciados por torturas. A pesar del cierre, multitud de páginas web alojadas en otros países replicaron el contenido permitiendo su acceso hasta hoy.
Desde 2020 el artículo 173.1 del Código Penal, de trato degradante, ha comenzado a ser usado contra casos de creación artística. En diciembre de 2020 el Tribunal Supremo condenó al culture jammer Anónimo García por una web satírica con la prensa, en el caso conocido como Tour de La Manada, con 18 meses de cárcel, 15 000 euros de indemnización y costas. Un segundo proceso por este artículo fue iniciado contra el escritor Camilo de Ory por unos chistes de humor negro en torno al caso mediático del rescate de Julen Roselló. El 28 de abril de 2023 la Audiencia Provincial de Madrid condenó al escritor a 18 meses de cárcel, 6000 euros de indemnización y costas.
Entre 2023 y 2024 algunos municipios y Comunidades Autónomas volvieron a practicar la censura sobre representaciones, obras de teatro, películas animadas e incluso una colección de lepidópteros por motivos ideológicos, en las cuales o bien se muestra alguna parte de la anatomía humana, simplemente se representa a personas no heterosexuales en situaciones cotidianas como dar un beso o aparecen personas en ropa interior. Se ha llegado a censurar la obra  La villana de Getafe del autor del siglo XVI Lope de Vega e incluso un concierto por la paz en Gaza. Esta situación viene propiciada por el acceso del partido político Vox a diversos ayuntamientos españoles, gracias a sus pactos de gobierno con el Partido Popular.